# 빌리야 마타추나이테
빌리야 마타추나이테(리투아니아어: Vilija Matačiūnaitė, 1986년 6월 24일 ~ )는 리투아니아의 싱어송라이터, 배우이다.